# بني صالح (شفشاون)
بني صالح هي قرية أمازيغية جبلية مغربية شمال المملكة. تنتمي بني صالح لإقليم شفشاون. تضم هذه الجماعة القروية 9.662 نسمة (إحصاء 2004).